# SG Finnentrop/Bamenohl
Die SG Finnentrop/Bamenohl (offiziell: Sportgemeinschaft Finnentrop/Bamenohl 12/27 e. V.) ist ein Fußballverein aus Finnentrop im Kreis Olpe. Die erste Mannschaft der Männer spielt seit 2020 in der Oberliga Westfalen.

## Geschichte
Der Verein wurde am 12. Juni 1972 gegründet, als der 1912 gegründete Verein SuS Bamenohl mit der 1927 gegründeten Spvg Finnentrop fusionierte. Beide Vereine waren in den Jahren 1970 und 1971 jeweils in die Kreisklasse abgestiegen. Im Jahre 1981 gelang der Aufstieg in die Bezirksliga, dem jedoch der direkte Wiederabstieg folgte. Erst 1990 gelang der erneute Aufstieg in die Bezirksliga. Dieses Mal konnte sich die Mannschaft etablieren und erreichte 1994 den dritten Platz. Dennoch ging es 1998 wieder abwärts in die Kreisliga A. 
2005 stieg die SG Finnentrop/Bamenohl wieder in die Bezirksliga auf und schaffte 2011 den erstmaligen Aufstieg in die Landesliga. Vier Jahre später wurde die SG dort Vizemeister hinter der SpVg Olpe und stieg in die Westfalenliga auf. Zwar stieg der Verein direkt wieder ab, schaffte in der Saison 2017/18 aber den direkten Wiederaufstieg. In der wegen der COVID-19-Pandemie abgebrochenen Saison 2019/20 stieg die SG Finnentrop/Bamenohl durch einen Verbandsentscheid als designierter Tabellenführer in die Oberliga Westfalen auf.

## Stadion
Die Heimspiele werden in der H&R Arena am Graf-Wilhelm-Adolf-Platz ausgetragen. Sie liegt im Finnentroper Ortsteil Bamenohl und bietet rund 3300 Zuschauern Platz. Der Platz wurde in den 1960er Jahren erbaut und vom Stammverein SuS Bamenohl genutzt. Ursprünglich hieß der Platz Graf-Wilhelm-Adolf-Sportplatz, benannt nach seinem Stifter Graf Wilhelm Adolf von Plettenberg. Seinerzeit als Aschenplatz erbaut, wird seit 2001 auf Kunstrasen gespielt, seit 2017 auf einem Kunstrasen der vierten Generation. 

## Persönlichkeiten
- Michael Opitz
- Paul Scheermann